# Stolidobranchia
Stolidobranchia Lahille, 1887 è un ordine di organismi tunicati della classe Ascidiacea.

## Tassonomia
Comprende le seguenti famiglie:
- Molgulidae Lacaze-Duthiers, 1877
- Pyuridae Hartmeyer, 1908
- Styelidae Sluiter, 1895